# Монастир (Каљари)
Монастир (итал. Monastir) је насеље у Италији у округу Каљари, региону Сардинија.
Према процени из 2011. у насељу је живело 4246 становника. Насеље се налази на надморској висини од 80 м.

## Становништво
Према резултатима пописа становништва 2011. у општини је живело 4.505 становника.
| 1936. | 1951. | 1961. | 1971. | 1981. | 1991. | 2001. | 2011. |
| ----- | ----- | ----- | ----- | ----- | ----- | ----- | ----- |
| 2.016 | 2.592 | 3.029 | 3.345 | 4.149 | 4.539 | 4.496 | 4.505 |